# Without a Net
Albums de Grateful Dead
Built to Last
(1989) One from the Vault
(1991)
Without a Net est un album live du Grateful Dead sorti en 1990.
Réunissant des titres enregistrés d'octobre 1989 à avril 1990 aux États-Unis, cet album est dédié à « Clifton Hanger », un pseudonyme emprunté par Brent Mydland, le claviériste du groupe, mort d'une overdose accidentelle au mois de juillet.
Cette tournée américaine a fait l'objet de plusieurs albums d'archives du Dead, notamment Dozin' at the Knick, Terrapin Station (Limited Edition), Spring 1990, Formerly the Warlocks et Nightfall of Diamonds.

## Titres
| 1. | Feel Like a Stranger                   | John Perry Barlow, Bob Weir   | 7:32  |
| 2. | Mississippi Half-Step Uptown Toodleloo | Robert Hunter, Jerry Garcia   | 8:00  |
| 3. | Walkin' Blues                          | Robert Johnson, arr. Bob Weir | 5:44  |
| 4. | Althea                                 | Robert Hunter, Jerry Garcia   | 6:55  |
| 5. | Cassidy                                | John Perry Barlow, Bob Weir   | 6:36  |
| 6. | Bird Song                              | Robert Hunter, Jerry Garcia   | 12:57 |
| 7. | Let It Grow                            | John Perry Barlow, Bob Weir   | 11:55 |

| 1. | China Cat Sunflower / I Know You Rider (en)    | Robert Hunter, Jerry Garcia / trad. arr. Grateful Dead                                     | 10:24 |
| 2. | Looks Like Rain                                | John Perry Barlow, Bob Weir                                                                | 8:04  |
| 3. | Eyes of the World                              | Robert Hunter, Jerry Garcia                                                                | 16:14 |
| 4. | Victim or the Crime                            | Gerrit Graham, Bob Weir                                                                    | 8:04  |
| 5. | Help on the Way / Slipknot! / Franklin's Tower | Robert Hunter, Jerry Garcia / Grateful Dead / Robert Hunter, Jerry Garcia, Bill Kreutzmann | 19:07 |
| 6. | One More Saturday Night                        | Bob Weir                                                                                   | 4:51  |
| 7. | Dear Mr. Fantasy (en)                          | Jim Capaldi, Steve Winwood, Chris Wood                                                     | 5:44  |

## Musiciens
- Jerry Garcia : guitare, chant
- Mickey Hart : batterie
- Bill Kreutzmann : batterie
- Phil Lesh : basse
- Brent Mydland : claviers, chant
- Bob Weir : guitare, chant

Avec :
- Branford Marsalis : saxophone sur Eyes of the World